# Citizen Odin
Citizen Odin er et dansk indierock band med sanger og komponist John Odin i front. Musikken har rocken som udgangspunkt, men stikker ofte i mange retninger. Den amerikanske musikblog American Pancake beskriver stilen som en kollision mellem Black Francis (fra Pixies) og Leonard Cohen, mens andre peger i retning af Steen Jørgensen og Sort Sol.

## Coward-19
Bandet debuterede i 2020 De få omtaler der findes af albummet, melder om et hverken i produktion eller kvalitet særlig godt album. Til gengæld førte titelnummeret til kontakt med label'et Lazarus Music Group, der tilbød at producere et studiealbum med bandet. Resultatet blev OK Boomer! fra 2022.

## OK Boomer!
OK Boomer! blev udgivet den 25. marts 2022. Albummet er et konceptalbum, og teksterne kredser om et sugardating forhold mellem en midaldrende og selvstændig mand samt en ung influencer pige.[7] Albummets tekster omhandler emner som #MeToo, cancel kulturen og digital mobning. 
Albummet består af 12 egentlige numre samt intro, outro og tre såkaldte interludes. OK Boomer! er produceret af Lasse Boye og optaget i Rapzonen.dk's studier.
Singlen Rainbow Attention blev udgivet en uge før albummet. Nummeret er skrevet af John Odin, produceret af Lasse Boye og masteret i Abbey Road Studios af Christian Wright. Rainbow Attention førte til, at Citizen Odin blev udnævnt til "GayRadio Original Künstler" af tyske GayRadio. 
Singlen OK Boomer (Radio Edit) blev bandets egentlige gennembrud med en række hitlisteplaceringer. Singlen nåede for første gang helt til tops på Bandwagon Network Radios liste den 01. juli 2023. Det blev til fem uger på førstepladsen  Opfølgeren, Remember Ginny nåede en enkelt uge på førstepladsen den 27. januar 2024.

## Diskografi

### Albums
- Coward 19 (2020)
- OK Boomer! (2022)

### Singler
- Rainbow Attention (2022)
- 0Look At The Sky (2022)
- OK Boomer (Radio Edit) (2022)
- The Ballad of John Doe (2022)
- 5th Dimension (2023)
- Bang Bang (feat. AJ Nelson) (2024)

### Videografi
- Coward-19 (2020)
- Slipping Away (2020)
- Rainbow Attention (2022)
- OK Boomer - Behind the scenes (dokumentar) (2022)
- Insomnia (2022)
- The Ballad of John Doe (2023)